# Octaedro triakis
O Octaedro triakis é um sólido de Catalan.
Este sólido é obtido:
- Como dual do Cubo truncado

- Por acumulação sobre o octaedro

As sua faces são 24 triângulos isósceles.
Tem 36 arestas e 14 vértices.
O poliedro dual do Octaedro triakis é o cubo truncado.